# Тадей Погачар
Тадей Погачар (словен. Tadej Pogačar  ; народ. 21 вересня 1998) — словенський професійний шосейний велоперегонник. З 2019 року виступає за команду Світового туру «UAE Team Emirates». Переможець Тур де Франс 2020, 2021, 2024 та 2025 років.